# Adiantum sinuosum
Adiantum sinuosum là một loài dương xỉ trong họ Pteridaceae. Loài này được Gardner mô tả khoa học đầu tiên năm 1843.